# Alepin
Alepin (franska alepine, av stadsnamnet Aleppo), "aleppotyg", ett slags fint, kyprat tyg med varp av
silke och inslag av fint kamgarn eller bomull. Det tillverkas i Frankrike, Storbritannien och Tyskland.